# 709 v.Chr.
Het jaar 709 v.Chr. is een jaartal volgens de christelijke jaartelling.

## Gebeurtenissen

### Klein-Azië
- De Scythen en Kimmeriërs bedreigen het Assyrische Rijk.

### Assyrië
- Koning Sargon II sluit een vredesverdrag met Midas van Frygië.
- Cyprus erkent het Assyrische oppergezag, het betaalt schatting aan Assur.